# Attilio Micheluzzi
Attilio Micheluzzi (11. kolovoza 1930. – 20. rujna 1990.) bio je talijanski crtač stripa.
Rođen je u Umagu, koji je u to vrijeme bio dijelom Italije. Diplomirao je arhitekturu, te je nekoliko godina radio u Africi. Vratio se u Italiju početkom 1970-ih, a 1972. godine je počeo surađivati s časopisom Corriere dei Piccoli, često pod pseudonimom Igor Arzbajeff.
Među najpoznatijim stripovima koje je stvorio Micheluzzi su znanstveno-fantastična serija Roy Mann, s tekstovima Tiziana Sclavija, te avanturistička serija Petra Chérie i Johnny Focus.
U njegovu čast, Napoli Comicon u Napulju od 1998. jednom godišnje održava Premio Attilio Micheluzzi (Nagrade Attilio Micheluzzi).